# Sunday Adelaja
Sunday Adelaja (Nigeria (Nga, Belarus và Ukraine: Сандей Аделаджа) là người sáng lập và mục sư cấp cao của Embassy of God (Đại sứ của Thiên Chúa), một giáo đoàn Tin Lành tại Kiev, Ukraina. Adelaja di cư từ Nigeria sang Liên Xô và Belarus như là một sinh viên với học bổng chuyên ngành báo chí từ năm 1986. Sau khi tốt nghiệp và sự tan vỡ của Liên Xô, ông bắt đầu một số nhà thờ, sau đó giao cho các mục sư khác trước khi chuyển qua Ukraina vào tháng 12 năm 1993.
Sau khi chuyển đến Ukraina, ông bắt đầu một mạng lưới rộng lớn của các nhà thờ mang tên Đại sứ của Thiên Chúa. Các nhà thờ thuộc giáo đoàn này cũng được xây dựng ở Armenia, Belarus, Bulgaria, Canada, Cộng hòa Séc, Estonia, Phần Lan, Pháp, Gruzia, Đức, Ý, Nhật Bản, Kazakhstan, Kenya, Moldova, Ba Lan, Nga, Thụy Điển, Thụy Sĩ, Tajikistan, Hoa Kỳ và Uzbekistan.
Adelaja đã phải đối mặt với những lời chỉ trích từ các nhóm địa phương, các nhà thờ Tin Lành khác ở Ukraina, Giáo hội Chính Thống giáo Phương Đông và từ các tổ chức Thiên Chúa giáo ở nước ngoài cũng như các cáo buộc gian lận.